# Карл Фройліх
Карл А́вгуст Гу́го Фро́йліх (нім. Carl August Hugo Froelich; нар. 5 вересня 1875, Берлін, Німеччина — пом. 12 лютого 1953, Берлін, Німеччина) — німецький кінорежисер, сценарист, оператор та продюсер. Один з піонерів німецького кінематографа. Як режисер, за час своєї кар'єри з 1912 по 1953 рік, поставив 77 фільмів.

## Біографія
Карл Фройліх народився 5 вересня 1875 року в Берліні. З 1903 року працював асистентом Оскара Месстера на його студії Messterfilm GmbX, допомагаючи в конструюванні кінематографічного обладнання, був освітлювачем, потім працював кінооператором. Знімаючи сюжети для щотижневиків кінохроніки Месстера, Фройліх, зокрема, зафільмував наслідки аварії потяга на Берлінській залізниці 28 вересня 1908 року, однієї з найбільших транспортних катастроф того часу.
У 1913 році Карл Фройліх дебютував як режисер фільмом «Ріхард Вагнер». У 1920 році він заснував свою власну виробничу компанію Froelich-Film GmbH, де зокрема поставив фільми «Підступність і кохання» (1921), «Брати Карамазови» (1922) та «Мати і дитина» (1924). У ці роки він часто знімав акторку Генні Портен, яка дебютувала на екрані в одному з його ранніх фільмів і яка у 1926-29 роках була співвласницею компанії Froelich-Film GmbH.
У 1929 році Карл Фройліх як режисер поставив перший звуковий німецький фільм «Ніч належить нам» (нім. Die Nacht gehört uns). У 1930 році він придбав дві оранжереї в Темпельгофі, які використовувалися як студії в часи німого кіно, перетворивши їх під студії для звукових фільмів. Тут, зокрема, режисер Рольф Гансен зняв перший німецький кольоровий короткометражний фільм «Мушка» (нім. Das Schönheitsfleckchen), продюсером якого виступив Фройліх.
До 1933 року Карл Фройліх був одним з найвизначніших кінематографістів Німеччини, який знімав успішні фільми за участю таких кінозірок того часу, як Ганс Альберс, Гайнц Рюманн, Інгрід Бергман і Сара Леандер.
У 1933 році Фройліх вступив до НСДАП і взяв на себе управління Генеральною Асоціацією кіновиробництва та кінопрокату. У 1937-му він отримав звання професора, а в 1939 році був призначений на посаду президента Імперської палати кіно, яку займав до кінця війни у 1945 році. Фройліх був одним з небагатьох режисерів, який отримав від Йозефа Геббельса титул Кінопрофесора (нім. Filmprofessor).
По закінченні Другої світової війни Карл Фройліх був заарештований і в 1948 році денацифікований. Його студія була сильно пошкоджена під час війни і більше не відновила кіновиробництва. Під керівництвом Фройліха, до його смерті у 1953 році, було створено лише два фільми «Три прядильниці» (1951) та «Стіпс» (1951).

## Фільмографія (вибіркова)
| Рік  | Назва українською            | Оригінальна назва                                   | Режисер | Сценарист | Продюсер |
| ---- | ---------------------------- | --------------------------------------------------- | ------- | --------- | -------- |
| 1912 | Надто пізно                  | Zu spät                                             | Так     |           |          |
| 1913 | Ріхард Вагнер                | Richard Wagner                                      | Так     |           |          |
| 1915 | Мушкетер Качмарек            | Musketier Kaczmarek                                 | Так     |           |          |
| 1916 | Ширма з намальованим лебедем | Der Schirm mit dem Schwan                           | Так     |           |          |
| 1916 | Вернер Краффт                | Werner Krafft                                       | Так     |           |          |
| 1917 | Шлюб Луїзи Рорбах            | Die Ehe der Luise Rohrbach                          |         | Так       |          |
| 1918 | Ікарус, летюча людина        | Ikarus, der fliegende Mensch                        | Так     |           |          |
| 1918 | Альрауне                     | Alraune, die Henkerstochter, genannt die rote Hanne |         | Так       |          |
| 1919 | Танцівник                    | Der Tänzer                                          | Так     |           |          |
| 1921 | Острів покійників            | Toteninsel                                          | Так     |           |          |
| 1921 | Брати Карамазови             | Die Brüder Karamasoff                               | Так     |           |          |
| 1921 | Невірні душі                 | Irrende Seelen                                      | Так     | Так       |          |
| 1922 | Луїза Міллер                 | Luise Millerin                                      | Так     |           |          |
| 1923 | Великосвітське парі          | Der Wetterwart                                      | Так     |           | Так      |
| 1924 | Мати і дитина                | Mutter und Kind                                     | Так     |           | Так      |
| 1925 | Камерна музика               | Kammermusik                                         | Так     |           | Так      |
| 1925 | Пригода Сибілли Брант        | Das Abenteuer der Sibylle Brant                     | Так     |           | Так      |
| 1925 | Трагедія                     | Tragödie                                            | Так     |           | Так      |
| 1926 | Південні троянди             | Rosen aus dem Süden                                 | Так     |           | Так      |
| 1926 | Горе, якщо вони звільнені    | Wehe wenn sie losgelassen                           | Так     | Так       | Так      |
| 1926 | Вони брешуть                 | Die Flammen lügen                                   | Так     |           | Так      |
| 1927 | Моя тітка — твоя тітка       | Meine Tante — deine Tante                           | Так     |           | Так      |
| 1927 | Велика пауза                 | Die große Pause                                     | Так     |           | Так      |
| 1928 | Віоланта                     | Violantha                                           | Так     |           | Так      |
| 1928 | Лотта                        | Lotte                                               | Так     |           | Так      |
| 1928 | Притулок                     | Zuflucht                                            | Так     |           |          |
| 1928 | Кохання у великому корівнику | Liebe im Kuhstall                                   | Так     |           | Так      |
| 1929 | Молоко коханої               | Liebfraumilch                                       | Так     |           | Так      |
| 1929 | Та жінка, яку кохає кожен    | Die Frau, die jeder liebt, bist du!                 | Так     |           | Так      |
| 1929 | Ніч належить нам             | Die Nacht gehört uns                                | Так     |           | Так      |
| 1930 | У нас є ніч                  | La nuit est à nous                                  | Так     |           |          |
| 1930 | Баркарола кохання            | La barcarolle d'amour                               | Так     |           | Так      |
| 1930 | Пожежа в опері               | Brand in der Oper                                   | Так     |           | Так      |
| 1931 | Дівчата в уніформі           | Mädchen in Uniform                                  | Так     |           | Так      |
| 1931 | Луїза, королева Прусії       | Luise, Königin von Preußen                          | Так     |           |          |
| 1933 | Лейтенський хорал            | Der Choral von Leuthen                              | Так     |           | Так      |
| 1933 | Зріюча молодь                | Reifende Jugend                                     | Так     |           | Так      |
| 1934 | Я для тебе, ти для мене      | Ich für dich, du für mich                           | Так     |           |          |
| 1935 | Лізелотта з Пфальца          | Liselotte von der Pfalz                             | Так     | Так       | Так      |
| 1935 | Я був Джеком Мортімером      | Ich war Jack Mortimer                               | Так     |           | Так      |
| 1935 | Обер-вахмістр Швендке        | Oberwachtmeister Schwenke                           | Так     |           | Так      |
| 1936 | Якби ми усі були ангелами    | Wenn wir alle Engel wären                           | Так     |           | Так      |
| 1936 | Траумулус                    | Traumulus                                           | Так     |           | Так      |
| 1936 | Якби ми всі були ангелами    | 'Wenn wir alle Engel wären                          | Так     |           | Так      |
| 1937 | Цілком великі нісенітниці    | Die ganz großen Torheiten                           | Так     |           | Так      |
| 1938 | Обхідні шляхи красеня Карла  | Die Umwege des schönen Karl                         | Так     |           | Так      |
| 1938 | Вітчизна                     | Heimat                                              | Так     |           | Так      |
| 1938 | Чотири товариша              | Die vier Gesellen                                   | Так     |           | Так      |
| 1939 | Ця чарівна бальна ніч        | Es war eine rauschende Ballnacht                    | Так     |           | Так      |
| 1939 | Мона Ліза                    | Mona Lisa                                           | Так     |           |          |
| 1940 | Серце королеви               | Das Herz der Königin                                | Так     |           | Так      |
| 1940 | Катерина I російська         | Katharina I. von Russland                           | Так     |           |          |
| 1941 | Газівник                     | Der Gasmann                                         | Так     |           | Так      |
| 1942 | Весілля в Беренгофі          | Hochzeit auf Bärenhof                               | Так     |           |          |
| 1944 | Сімейство Буххольц           | Familie Buchholz                                    | Так     |           |          |
| 1950 | Три прядильниці              | Drei Mädchen spinnen                                | Так     |           |          |
| 1951 | Стіпс                        | Stips                                               | Так     | Так       |          |

Продюсер фільмів інших режисерів
| Рік  | Назва українською        | Оригінальна назва          | Режисер           |
| ---- | ------------------------ | -------------------------- | ----------------- |
| 1931 | Божевільна пригода       | La folle aventure          | Андре-Поль Антуан |
| 1936 | Викрадення сабінянок     | Der Raub der Sabinerinnen  | Роберт А. Штеммле |
| 1937 | Габріель: один, два, три | Gabriele: eins, zwei, drei | Рольф Ганзен      |
| 1940 | Літо, сонце, Еріка       | Sommer, Sonne, Erika       | Рольф Ганзен      |

## Визнання
| Нагороди та номінації Карла Фройліха | Нагороди та номінації Карла Фройліха         | Нагороди та номінації Карла Фройліха | Нагороди та номінації Карла Фройліха |
| Рік                                  | Категорія                                    | Фільм                                | Результат                            |
| ------------------------------------ | -------------------------------------------- | ------------------------------------ | ------------------------------------ |
| Венеційський кінофестиваль           |                                              |                                      |                                      |
| 1934                                 | Кубок Муссоліні за найкращий іноземний фільм | Зріюча молодь                        | Номінація                            |
| 1935                                 | Кубок Муссоліні за найкращий іноземний фільм | Обер-вахмістр Швендке                | Номінація                            |
| 1935                                 | Кубок Муссоліні за найкращий іноземний фільм | Я для тебе, ти для мене              | Номінація                            |
| 1936                                 | Кубок Муссоліні за найкращий іноземний фільм | Траумулус                            | Номінація                            |
| 1937                                 | Кубок Муссоліні за найкращий іноземний фільм | Якби ми всі були ангелами            | Номінація                            |
| 1938                                 | Кубок Муссоліні за найкращий іноземний фільм | Вітчизна                             | Номінація                            |
| 1938                                 | Кубок Міністерства освіти                    | Вітчизна                             | Перемога                             |
| 1939                                 | Кубок Муссоліні за найкращий іноземний фільм | Ця чарівна бальна ніч                | Номінація                            |